# جيرمان جيناس

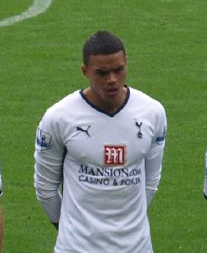
جيرمان جيناس

جيرمان أنتوني جيناس (بالإنجليزية: Jermaine Jenas)‏، من مواليد 18 فبراير 1983 في نوتنغهام في إنجلترا، لاعب كرة قدم إنجليزي.
بدأ مسيرته الكروية مع نادي نوتنغهام فوريست في موسم 2001/2002، ولعب معهم 29 مباراة وسجل 4 أهداف، وفي عام 2002 انتقل إلى نادي نيوكاسل يونايتد، ولعب معهم حتى عام 2005، وشارك معهم في 110 مباراة وسجل 9 أهداف، ومنذ عام 2005 وهو يلعب مع نادي توتنهام هوتسبر.
و قد بدأ باللعب مع منتخب إنجلترا لكرة القدم في عام 2003.

## مسيرته الكروية
لعب جيرمان جيناس خلال مسيرته الاحترافية مع 5 أندية في ثمانية عشر موسمًا وسجل خلالها 39 هدفًا ضمن 341 مباراة. ولم يفز بأي موسم بالكأس أو بالدوري.
خاض جيرمان جيناس مسيرته مع نادي نوتينغهام فورست في موسم 2000–01 واستمر معه طيلة ثلاثة مواسم، مشاركًا في 35 مباراة سجل خلالها 5 أهداف. ثم انتقل إلى نادي نيوكاسل يونايتد في موسم 2001–02 ليلعب معه خمسة مواسم، حيث شارك في 110 مباراة سجل خلالها 9 أهداف. لينتقل بعدها إلى نادي توتنهام هوتسبير في موسم 2005–06 ليلعب معه سبعة مواسم، مشاركًا في 155 مباراة سجل خلالها 21 هدفًا. ثم انتقل إلى نادي أستون فيلا في موسم 2011–12 لمدة موسم واحد، مشاركًا في 3 مباريات ولم يسجل أي هدف. هذا وانتقل لاحقًا إلى نادي كوينز بارك رينجرز في موسم 2012–13 ولمدة موسمين، مشاركًا في 38 مباراة سجل خلالها 4 أهداف.

## روابط خارجية
- جيرمان جيناس على موقع الاتحاد الدولي (مؤرشف)  (الإنجليزية)
- جيرمان جيناس على موقع قاعدة بيانات كرة القدم.إي يو (الإنجليزية)
- جيرمان جيناس على موقع ناشيونال فوتبول تيمز (الإنجليزية)
- جيرمان جيناس على موقع Soccerbase.com (لاعب) (الإنجليزية)
- جيرمان جيناس على موقع عالم كرة القدم.نت (الإنجليزية)
- جيرمان جيناس على موقع كووورة
- جيرمان جيناس على موقع AS.com (الإسبانية)